# Изба-читальня
Изба́-чита́льня — клубное учреждение, центр культурно-просветительской работы в деревнях и сёлах Российской империи и СССР. Направление и содержание работы этого заведения определялись циркуляром ВЦИК и СНК РСФСР от 18 сентября 1924 года и постановлением ЦК ВКП(б) от 11 ноября 1929 года «Об избах-читальнях». Сельские клубные учреждения играли значительную роль в ликвидации безграмотности в крестьянской среде, распространении современных агротехнических знаний, коллективизации сельского хозяйства.

## История
Первые избы-читальни, появившиеся в XIX веке, изначально выполняли просветительские функции. С приходом советской власти данные учреждения стали рассматриваться преимущественно как центры политической работы с крестьянством. Деятельность изб-читален находилась под пристальным контролем органов власти. Главными направлениями работы сельских клубов в 1920-е годы были выдача книг, громкая читка газет и журналов, организация бесед и лекций, кружковая работа, участие в проведении посевных и уборочных кампаний, художественная самодеятельность, прослушивание радиопередач, антирелигиозная агитация и пропаганда правовой грамотности. При строительстве изб-читален предусматривалась возможность их использования под киносеансы с условием бесплатного пропуска бедняков.
Для привлечения крестьян к кружковой работе создавались постоянные кадры избачей и книгоношей, организовывались различные курсы деревенских культпросветчиков, повышалась заработная плата. Работники, подбираемые из числа партийных и комсомольских активистов, должны были ходить по дворам, ездить на полевые станы и лесозаготовки, приглашая людей провести вечер в избах-читальнях. Во второй половине 1920-х годов власти рассматривали сельские клубы как место проведения колхозной агитации. В 1930-х годах Народный комиссариат просвещения РСФСР устраивал разные конкурсы между ними. Так, в 1934 году проводился смотр на лучшую подготовку изб-читален к зимней работе с премиальным фондом 12200 рублей. В 1948 году их количество достигло 48 тысяч.
С повышением уровня грамотности к началу 1960-х годов функции изб-читален перешли к клубам, домам культуры и библиотекам, и к 1970 году их число в СССР уменьшилось до 5700.

## Организация
Для управления избой-читальней создавался совет, избираемый местным населением. Он подыскивал место для обустройства учреждения, снабжал отопление и освещение клуба, поддерживал чистоту в помещениях. На заседаниях совета обсуждались вопросы организационного характера: распределение пунктов ликбеза, создание кружков, утверждение плана работ, распределение обязанностей руководителей. Волостные власти должны были осуществлять передвижение библиотеки, предоставлять сельским клубам граммофоны и проекторы. Уездные отделы образования для координации деятельности изб-читален содержали при них своих работников. Финансирование шло как на государственные средства, так и за счёт самих крестьян.

## Критика
Сельские клубы испытывали нехватку сотрудников из-за отсутствия должного опыта работы, низкого уровня образования руководителей и постоянной текучести кадров. Исследователи также обращали внимание на недостаток учебных пособий и сильную зависимость изб-читален от указаний из центра.
По мнению В. В. Кулачкова, достижению оптимальных результатов в деятельности сельских клубов препятствовали финансовые проблемы, дефицит материальных ресурсов и халатное отношение к работе. Фактически часть изб функционировала только на бумаге, и реальной работы не проводилось.

## В культуре
- Заседание избы-читальни изображено на шкатулке (1925) и пластине (1927) работы палехского художника И. М. Баканова.
- Избе-читальне посвящена одноимённая картина, написанная в 1929 году марийским художником П. Т. Горбунцовым[12].